# Домбровський Августин Антонович
Августин Антонович Домбровський (1880 — 24 травня 1979, Львів) — український громадський діяч Галичини, педагог. Чоловік поетеси Марійки Підгірянки, батько українського громадського діяча в Австралії, інженера-електрика Маркіяна Домбровського.

## Життєпис
Випускник Тернопільської вчительської семінарії.
З Марійкою Ленерт (Марійка Підгірянка) Августин Домбровський познайомився на вчительському віче у Львові 1904 року. 1905 року вони обвінчалася в уторопській церкві.
Разом з нею проживав і вчительствував в Уторопах, Рибному Косівського повіту, в селі Ворона Коломийського повіту. Тут народились їхні діти — Остап, Роман, Маркіян, Дарія.
Коли розпочалася Перша світова війна, Августина Домбровського забирають на фронт. Він потрапляє у російський полон. Як полонений перебував у Павлоградському повіті. Загалом Августин Домбровський перебув на Наддніпрянщині період УЦР, більшовицьке правління кінця 1917 р. і гетьманський режим. Він працював у 1916—1917 pp. y школі села Близнеці, читав лекції на учительських курсах у Павлограді (1918 p.), був запрошений до праці в повітовій народній управі.
В 1918 році Августин Домбровський повертається до Галичини. Входив до Української радикальної партії. Був делегатом до Української Національної Ради ЗУНР від повіту Товмач
Був діячем професійної організації народних учителів «Взаємна Поміч Українського Учительства» та редактором
його органу, місячника «Учительське Слово».
Домбровський був автором двох букварів з яких один призначений для дорослих неписьменних.
У 1919—1928 рр. родина Домбровських жила на Закарпатті. Тут у трьох селах Зарічево і Порошково Перечинського повіту та Довгому Іршавського повіту вчили дітей української грамоти. Разом з дружиною Марією проводив у краї велику патріотичну роботу.
За демократичні погляди Марійку та її чоловіка тодішня влада часто перекидала з місця на місце, не давала їм змоги працювати в одній школі. Життя Домбровських було завжди «на колесах», вони, переважно, проживали в орендованому помешканні, або у шкільних приміщеннях. Їх постійно переслідувала радянська влада.
Помер у Львові 24 травня 1979 року на 98 році життя.